# François Lafleur-Laclaudure
François Isidore Lafleur-Laclaudure est un homme politique français né le  17 décembre 1800 (26 frimaire de l'an IX) à Bessines-sur-Gartempe (Haute-Vienne) et décédé le 31 décembre 1877 à Bellac (Haute-Vienne).

## Biographie
Avocat à Bellac, il est député de la Haute-Vienne de 1849 à 1851, siégeant au groupe d'extrême gauche de la Montagne.

## Sources
- « François Lafleur-Laclaudure », dans Adolphe Robert et Gaston Cougny, Dictionnaire des parlementaires français, Edgar Bourloton, 1889-1891 [détail de l’édition]